# Chemoselectiviteit
Chemoselectiviteit is een vorm van chemische selectiviteit die verwijst naar het bij voorkeur optreden van een welbepaalde reactie over een andere reactie. Meer concreet wordt dit begrip in de organische chemie aangewend om aan te geven dat de ene functionele groep in de molecule preferentieel reageert boven een andere groep. Dit houdt doorgaans verband met de reactiviteit van de betreffende functionele groepen. Schematisch kan dit als volgt worden voorgesteld:

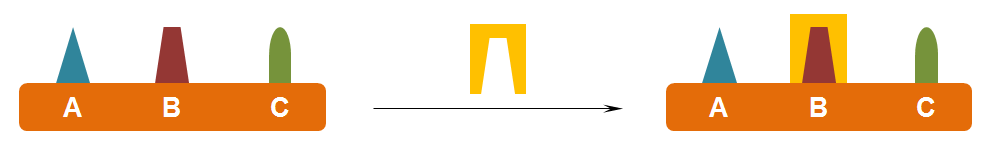
De molecule (oranje) telt 3 functionele groepen: A, B en C. Het reagens (geel) bezit een dusdanige structuur (en dus ook reactiviteit) dat het enkel compatibel is met functionele groep B en dus chemoselectief met die groep reageert. De overige functionele groepen reageren niet.

Een reagens wordt chemoselectief genoemd als het slechts met een beperkt aantal functionele groepen reageert. Een reagens dat met zeer veel functionele groepen reageert is dus weinig selectief te noemen. Vaak is het moeilijk te voorspellen of een reactie chemoselectief zal verlopen of niet, omdat er diverse factoren (oplosmiddel, temperatuur, katalysator, orbitaalinteractie, ...) zijn die hier een invloed op kunnen hebben.

## Gebruik van beschermende groepen
Sommige reacties maken gebruik van reagentia die weinig chemoselectief zijn. Een voorbeeld uit de organische chemie is lithiumaluminiumhydride, een reagens dat gebruikt wordt om diverse functionele groepen (gaande van ketonen tot esters en nitrilen) te reduceren. Onderstaande verbinding bezit zowel een keton- als een esterfunctionaliteit. Enkel het ester mag gereduceerd worden tot een alcohol:
Lithiumaluminiumhydride reageert zowel met ketonen als esters en is dus weinig chemoselectief. Om te vermijden dat reductie plaatsgrijpt aan het keton, wordt die eerst met 1,2-ethaandiol in een cyclisch acetaal omgezet, dat niet met het hydride reageert. Het cyclisch acetaal is dus de beschermende groep. Daarna wordt de reductie tot het gewenste alcohol doorgevoerd, en ten slotte wordt de beschermende acetaalgroep verwijderd. Dit gebeurt door behandeling met een zure waterige oplossing. Indien men geen gebruik zou maken van een beschermende groep, zou de reactie met lithiumaluminiumhydride resulteren in een reductie van beide carbonylfunctionaliteiten.